# هالدکس
هالدکس (انگلیسی: Haldex) شرکت قطعات خودروی سوئدی است، که در سال ۱۸۸۷ تأسیس شد.